# Murzo
Murzo (korsisch Murzu) ist eine Gemeinde auf der Mittelmeerinsel Korsika in Frankreich. Sie gehört zum Département Corse-du-Sud, zum Arrondissement Ajaccio und zum Kanton Sevi-Sorru-Cinarca.

## Geografie und Infrastruktur
Der Liamone kommt von Letia im Norden. Dann bildet er die Grenze zu Letia, Vico im Westen und Arbori im Südwesten und anschließend diejenige zwischen Arbori und Rosazia. Murzo grenzt außerdem an Poggiolo im Osten. Das Siedlungsgebiet liegt durchschnittlich auf 303 Metern über dem Meeresspiegel und umfasst die Dörfer Murzo, Muna und Muricce.
Die Route nationale 849 führte über Murzo.

## Bevölkerungsentwicklung
| Jahr      | 1962 | 1968 | 1975 | 1982 | 1990 | 1999 | 2008 | 2012 |
| --------- | ---- | ---- | ---- | ---- | ---- | ---- | ---- | ---- |
| Einwohner | 152  | 132  | 117  | 105  | 81   | 77   | 93   | 81   |

## Sehenswürdigkeiten
- Kirche Saint-Laurent
- Kapelle Notre-Dame de Lavasina, erbaut durch eine Familie Pastinelli

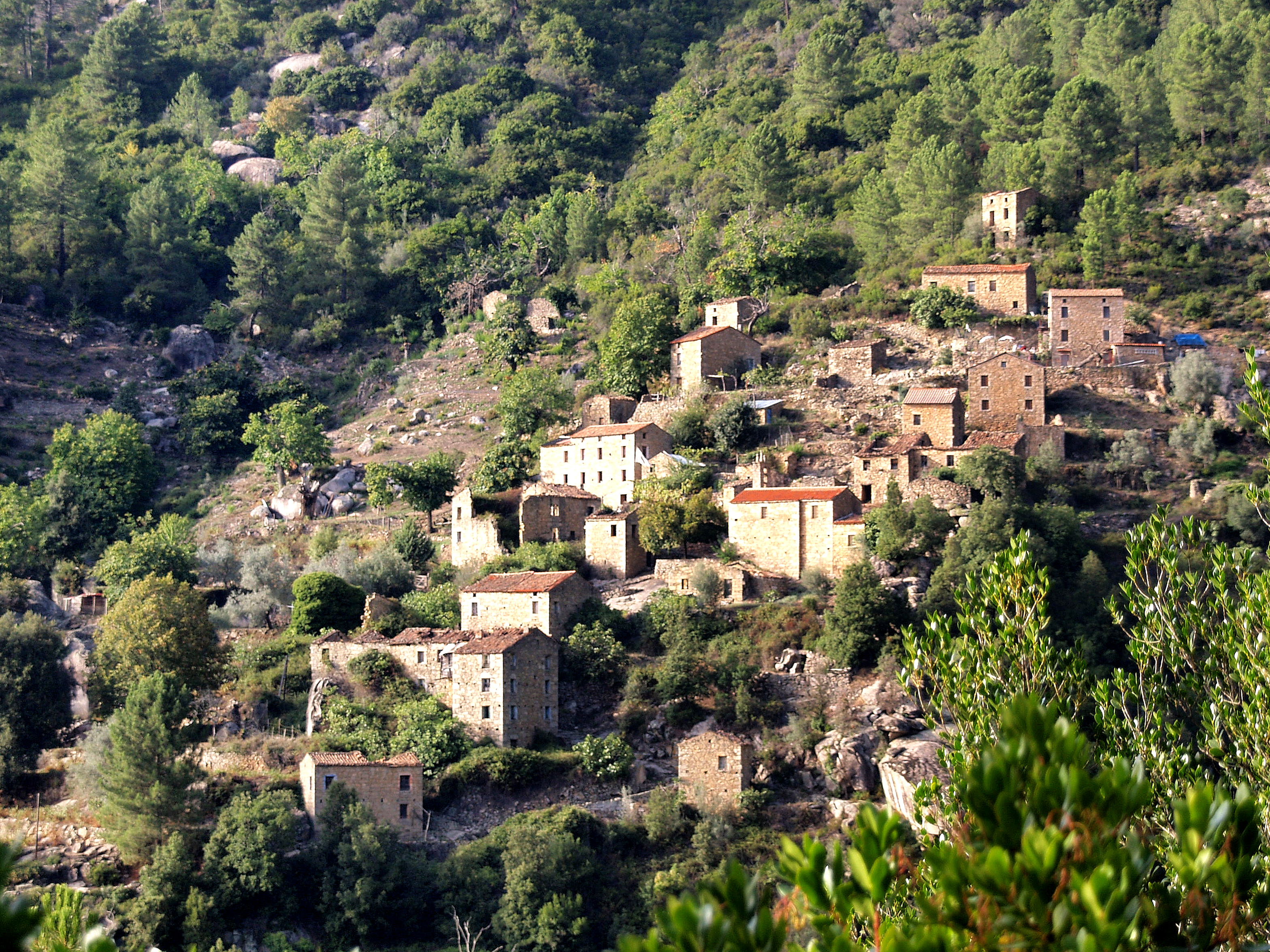
Das Dorf Muna
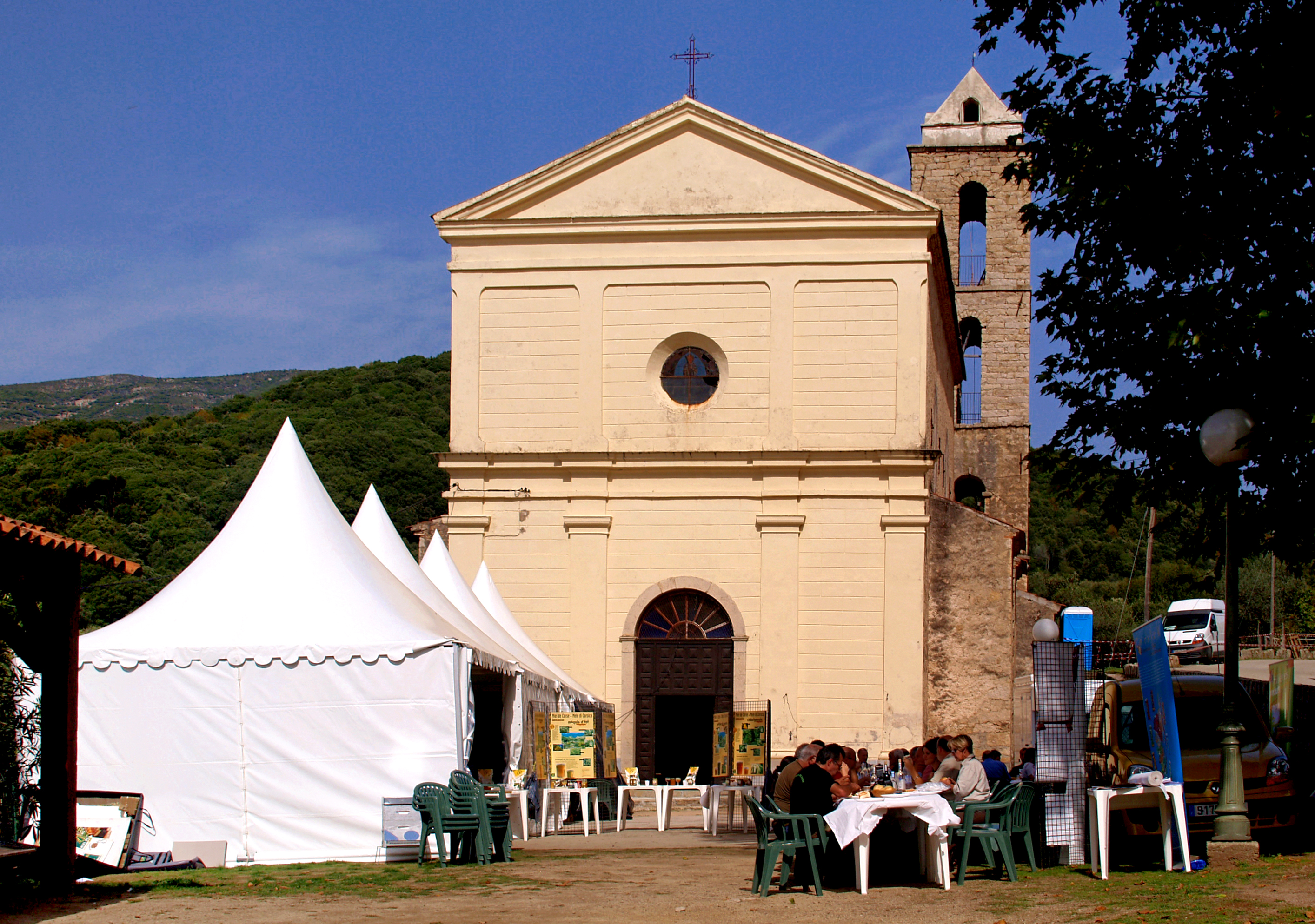
Kirche Saint-Laurent